# Rhopalognatha cyanescens
Rhopalognatha cyanescens là một loài bướm đêm trong họ Noctuidae.